# Big Bad Voodoo Daddy
Big Bad Voodoo Daddy är ett amerikanskt swingband, bildat i 1989 i Los Angeles. Det hörde till föregångarna inom den så kallade retroswingen på 1990-talet och slog igenom stort 1999 när de spelade i halvtidsshowen under Super Bowl XXXIII. Till deras mest kända låtar hör "Go Daddy-O", "You & Me & the Bottle Makes 3 Tonight (Baby)" och "Mr. Pinstripe Suit".

## Medlemmar
- Scotty Morris - sång, gitarr
- Kurt Sodergren - trummor, percussion
- Dirk Shumaker - elbas, kontrabas
- Andy Rowley - barytonsaxofon
- Glen "The Kid" Marhevka - trumpet
- Karl Hunter - saxofon, klarinett
- Joshua Levy - piano, keyboard, arrangör
- Tony Bonsera - trumpet
- Alex "Crazy Legs" Henderson - trombon

## Diskografi
- 1994 – Big Bad Voodoo Daddy
- 1997 – What'chu Want for Christmas
- 1998 – Big Bad Voodoo Daddy
- 1999 – This Beautiful Life
- 2003 – Save My Soul
- 2004 – Live
- 2004 – Everything You Want for Christmas
- 2009 – How Big Can You Get?: The Music of Cab Calloway
- 2012 – Rattle Them Bones